# 659 (tal)
659 är det naturliga heltal som följer 658 och följs av 660.

## Matematiska egenskaper
- 659 är ett udda tal.
- 659 är ett primtal[1].
- 659 är ett defekt tal.

## Inom vetenskapen
- 659 Nestor, en asteroid.